# 劉細君
劉 細君（りゅう さいくん、生没年不詳）は、前漢の江都王劉建（江都王劉非の子、武帝の甥）の娘。江都公主（こうとこうしゅ）に封じられた。烏孫の王に嫁ぎ、そのため烏孫公主（うそんこうしゅ）とも呼ばれる。

## 生涯
細君の父の劉建は、淫乱で残虐、しかも武帝に対して謀反を起こしたという罪で自害させられた。
その後、元封年間に宗室女の細君は漢と烏孫との友好の印として、江都公主に封じられ、はるか遠くの烏孫の地に嫁ぎ、烏孫王猟驕靡の夫人になった。その後、猟驕靡が老いたため、遊牧民族である烏孫の習慣（レビラト婚）に従い、その孫の岑陬軍須靡に嫁ぐよう命令された。この習慣には未亡人を保護する目的があったと思われるが、夫の孫の妻に、しかも夫が存命のうちからその孫の妻になるということは、彼女ら漢の人間の通念からすれば受け入れがたいことであり、このことを細君は武帝に訴えた。武帝は当時、烏孫と同盟して匈奴を攻めていたため、烏孫の習慣に従うようにと彼女に伝えた。その後、細君は岑陬軍須靡の妻になった。細君はそのまま烏孫の地で病死した。彼女の作とされる望郷の漢詩が有名である。

## 女子
- 少夫 - 岑陬軍須靡との娘。